# Patzer (Schach)
Ein Patzer ist ein außergewöhnlicher Fehler im Schachspiel, der unter normalen Umständen unter Berücksichtigung der Spielstärke des Spielers „dumm“ wirkt und meist zu Material- oder gar Partieverlust führt. Er geschieht häufig dadurch, dass ein Spieler eine einfache Drohung übersieht. Man spricht auch von Schachblindheit. Patzer können Spielern jeder Spielstärke unterlaufen, auch wenn sie unter besonders starken Spielern sehr selten sind.
Darüber hinaus werden Spieler mit einer großen Fehlerquote abschätzig auch als Patzer bezeichnet.

## Beispiele
|   | a | b | c | d | e | f | g | h |   |
| 8 |   |   |   |   |   |   |   |   | 8 |
| 7 |   |   |   |   |   |   |   |   | 7 |
| 6 |   |   |   |   |   |   |   |   | 6 |
| 5 |   |   |   |   |   |   |   |   | 5 |
| 4 |   |   |   |   |   |   |   |   | 4 |
| 3 |   |   |   |   |   |   |   |   | 3 |
| 2 |   |   |   |   |   |   |   |   | 2 |
| 1 |   |   |   |   |   |   |   |   | 1 |
|   | a | b | c | d | e | f | g | h |   |

In der ersten Partie des Wettkampfes um die Schachweltmeisterschaft 1972 machte Fischer, der erst sechs Minuten nach dem offiziellen Beginn der Partie und Spasskis Eröffnungszug 1. d2–d4 im Spielsaal erschienen war, einen folgenschweren Fehler: mit seinem 29. Zug in vollkommen ausgeglichener Stellung (sechs jeweils gleichmäßig verteilte Bauern bei gleichfarbigen Läufern), ...Lxh2. Nach dem Schlagen des „vergifteten“ Bauern war der Läufer nach 30. g2–g3 vom Spiel abgeschnitten und ging wenig später verloren. Anschließende Analysen haben ergeben, dass Schwarz bei genauestem Spiel die Partie ausgeglichen hätte halten können, um ein positionelles Remis zu erreichen.
|   | a | b | c | d | e | f | g | h |   |
| 8 |   |   |   |   |   |   |   |   | 8 |
| 7 |   |   |   |   |   |   |   |   | 7 |
| 6 |   |   |   |   |   |   |   |   | 6 |
| 5 |   |   |   |   |   |   |   |   | 5 |
| 4 |   |   |   |   |   |   |   |   | 4 |
| 3 |   |   |   |   |   |   |   |   | 3 |
| 2 |   |   |   |   |   |   |   |   | 2 |
| 1 |   |   |   |   |   |   |   |   | 1 |
|   | a | b | c | d | e | f | g | h |   |

In der 2. Partie im Match zwischen dem damaligen Weltmeister Kramnik und dem Schachprogramm Deep Fritz zog Kramnik in der nebenstehenden Stellung 34. … Da7–e3?? und übersah dabei, dass Weiß mit 35. De4–h7 einzügig Matt setzt. Er hätte das Matt leicht durch Kg8 verhindern können.
|   | a | b | c | d | e | f | g | h |   |
| 8 |   |   |   |   |   |   |   |   | 8 |
| 7 |   |   |   |   |   |   |   |   | 7 |
| 6 |   |   |   |   |   |   |   |   | 6 |
| 5 |   |   |   |   |   |   |   |   | 5 |
| 4 |   |   |   |   |   |   |   |   | 4 |
| 3 |   |   |   |   |   |   |   |   | 3 |
| 2 |   |   |   |   |   |   |   |   | 2 |
| 1 |   |   |   |   |   |   |   |   | 1 |
|   | a | b | c | d | e | f | g | h |   |

In dieser Partie hatte Anish Giri gerade mit b5–b6 eine Stellung herbeigeführt, die fast zwingend Remis endet. Trotzdem gab Samuel Shankland auf. Er sah, dass sein Springer verloren war. Er wusste zwar, dass die Partie Remis enden würde, wenn sein König das Feld b8 erreichen könnte, denn dann könnte er auf a8 und b8 pendeln und seinen Bauern gegen den Angriff des weißen Königs schützen. Als er aber sah, dass der schwarzfeldrige Läufer dies verhindern konnte, hielt er die Partie für verloren, und übersah dabei, dass die Partie auch dann Remis endet, wenn der König auf c8 steht, wovon er nicht vertrieben werden kann.

## Andere Sprachen
Im Englischen wird ein grober Fehler als blunder bezeichnet. Der abwertende Ausdruck Patzer für schwache Schachspieler ist in dieser Bedeutung auch in den englischen Schachjargon übernommen worden, wie beispielsweise in der Redewendung: „Patzer sees a check, Patzer gives a check.“